# Radja Nainggolan
Radja Nainggolan (Antwerpen, 1988. május 4. –) korábban belga válogatott labdarúgó, a Lokeren-Temse játékosa.
Pályafutása legnagyobb részét olasz csapatokban töltötte, a Piacenza, a Cagliari és az AS Roma csapataiban fordult meg.

## Kezdetek
Nainggolan Antwerpenben született, anyja Lizy Bogaerts egy flamand etnikumba tartozó belga, aki felnevelte Radját, három féltestvérét és ikerhúgát, apja Marianus Nainggolan, egy indonéz batak tagja a Batak Keresztény Protestáns Egyháznak, aki elhagyta őket, mikor Radja gyerek volt.
Nainggolan édesanyjának 2010-es halála után két nagy szárnyat tetováltatott hátára Lizy születési és halálozási idejével. Római katolikus, beszél hollandul, angolul és olaszul, de megérti a franciát is.

## Pályafutása

### Piacenza
Nainggolan 2005 végén, 17 évesen érkezett a Piacenza Calcióhoz a helyi KFC Germinal Beerschottól. Még juniorként két Serie B-mérkőzésen játszott a klubnál, érdekesség, hogy mindezt két különböző szezonban.
Nainggolan a 2008–09-es szezonban 38 mérkőzésen lépett pályára, Emilia-Romagna csapatának színeiben lőtt 3 góljával segített a 10. hely elérésében. 2010. január 27-én kölcsönben az élvonalbeli Cagliari Calcióhoz került, a szardíniai csapat vételi opcióval is rendelkezhetett a a szezon végén. Február 7-én mutatkozott be, az Inter ellen idegenben 0–3-ra elvesztett meccset végigjátszotta.

### Cagliari
2010. június 21-én Nainggolan végleg a Cagliarihoz szerződött. 2013. októberének elején, három kezdőként eltöltött idény után, 2016-ig meghosszabbította szerződését.
Azonban a következő évben, január 7-én a szezon végéig kölcsönadták vetélytársuknak, az AS Roma csapatának 3 millió euróért, 6 milliós nyári vételi opcióval.

### AS Roma
Nainggolan új klubjában 2014. január 9-én mutatkozott be, az UC Sampdoria 1–0-s hazai Coppa Italia-meccsen kezdett, a sikerrel a negyeddöntőbe jutottak. Ugyanebben a sorozatban 12 nap múlva végig játszva segített a Juventus FC legyőzésében.
2014. február 22-én megszerezte első gólját a fővárosiak színeiben, ő lőtte a Bologna FC 1909 elleni találkozó egyetlen gólját. Második gólja is egy egygólos találkozón született: az ACF Fiorentina elleni április 19-i találata automatikus kvalifikációt ért csapatának a Bajnokok Ligájába.
Nainggolan 2014 nyarán végleg az AS Roma játékosa lett.
2017 nyarán a Manchester Uniteddel a Chelseavel és az Interrel is hirbe hozták, de július 28-án 2021-ig szerződést hosszabbított az AS Roma csapatával.

### Inter
2018 nyarán az Internazionalehoz írt alá. 2021. augusztus 10-én közös megegyezéssel szerződést bontottak.

### Cagliari
2019 nyarán kölcsönben visszatért a Cagliarihoz, hogy súlyos beteg felesége közelében lehessen.

### Royal Antwerp
2021. augusztus 10-én az Inter bejelentette, hogy Nainggolan szerződését a klubbal közös megegyezéssel felbontották. Négy nappal később kétéves szerződést írt alá a belga Royal Antwerp csapatával. 2022. október 17-én határozatlan időre felfüggesztette csapata, miután letartóztatták, mert lejárt jogosítvánnyal vezetett, majd elkezdett a kispadon e-cigarettázni. Decemberben közös megegyezéssel távozott.

### SPAL
2023. január 30-án csatlakozott az olasz SPAL csapatához.

### Bhayangkara
2023 novemberének végén az indonéz Bhayangkara csapatába igazolt. December 17-én a Persita Tangerang ellen mutatkozott be a bajnokságban. 2024. március 16-án megszerezte első gólját a bajnokságban a Dewa United Banten ellen 3–2-re elvesztett találkozón.

### Lokeren-Temse
2025. január 21-én öt hónapos szerződést írt alá a Lokeren-Temse csapatával. Január 24-én góllal mutatkozott be a Lierse ellen 1–1-re végződő bajnoki találkozón.

## Válogatottban
Nainggolan első válogatottságát a belga válogatottban 2009. május 29-én szerezte: ekkor a Vörös Ördögök Chile ellen játszottak Kirin-kupa-meccset. 2014. március 5-én első gólját is megszerezte; ekkor egy Elefántcsontpart elleni barátságos mérkőzésen talált be, a végeredmény 2–2 lett.
2014. május 13-án tartalékként bekerült a 2014-es labdarúgó-világbajnokság belga bő keretébe.

## Statisztikái

### Klubokban
2020. szeptember 26.
| Klub                  | Szezon         | League         | League | League | Nemzeti kupa | Nemzeti kupa | Nemzetközi kupa | Nemzetközi kupa | Egyéb | Egyéb | Összesen | Összesen |
| Klub                  | Szezon         | Bajnokság      | Mérk.  | Gólok  | Mérk.        | Gólok        | Mérk.           | Gólok           | Mérk. | Gólok | Mérk.    | Gólok    |
| --------------------- | -------------- | -------------- | ------ | ------ | ------------ | ------------ | --------------- | --------------- | ----- | ----- | -------- | -------- |
| Piacenza              | 2005–06        | Serie B        | 1      | 0      | 0            | 0            | —               | —               | —     | —     | 1        | 0        |
| Piacenza              | 2006–07        | Serie B        | 1      | 0      | 0            | 0            | —               | —               | —     | —     | 1        | 0        |
| Piacenza              | 2007–08        | Serie B        | 10     | 0      | 1            | 0            | —               | —               | —     | —     | 11       | 0        |
| Piacenza              | 2008–09        | Serie B        | 38     | 3      | 1            | 0            | —               | —               | —     | —     | 39       | 3        |
| Piacenza              | 2009–10        | Serie B        | 21     | 1      | 1            | 0            | —               | —               | —     | —     | 22       | 1        |
| Piacenza              | Összesen       | Összesen       | 71     | 4      | 3            | 0            | —               | —               | —     | —     | 74       | 4        |
| Cagliari              | 2009–10        | Serie A        | 7      | 0      | 0            | 0            | —               | —               | —     | —     | 7        | 0        |
| Cagliari              | 2010–11        | Serie A        | 36     | 2      | 2            | 0            | —               | —               | —     | —     | 38       | 2        |
| Cagliari              | 2011–12        | Serie A        | 37     | 1      | 2            | 0            | —               | —               | —     | —     | 39       | 1        |
| Cagliari              | 2012–13        | Serie A        | 34     | 2      | 1            | 0            | —               | —               | —     | —     | 35       | 2        |
| Cagliari              | 2013–14        | Serie A        | 17     | 2      | 1            | 0            | —               | —               | —     | —     | 18       | 2        |
| Cagliari              | Összesen       | Összesen       | 131    | 7      | 6            | 0            | —               | —               | —     | —     | 137      | 7        |
| Roma (kölcsönben)     | 2013–14        | Serie A        | 17     | 2      | 3            | 0            | —               | —               | —     | —     | 20       | 2        |
| Roma                  | 2014–15        | Serie A        | 35     | 5      | 2            | 0            | 9               | 0               | —     | —     | 46       | 5        |
| Roma                  | 2015–16        | Serie A        | 35     | 6      | 0            | 0            | 7               | 0               | —     | —     | 42       | 6        |
| Roma                  | 2016–17        | Serie A        | 37     | 11     | 4            | 2            | 12              | 1               | —     | —     | 53       | 14       |
| Roma                  | 2017–18        | Serie A        | 31     | 4      | 0            | 0            | 11              | 2               | —     | —     | 42       | 6        |
| Roma                  | Összesen       | Összesen       | 155    | 28     | 9            | 2            | 39              | 3               | —     | —     | 203      | 33       |
| Internazionale        | 2018–19        | Serie A        | 29     | 6      | 1            | 0            | 6               | 1               | —     | —     | 36       | 7        |
| Internazionale        | 2020–21        | Serie A        | 1      | 0      | 0            | 0            | 0               | 0               | —     | —     | 1        | 0        |
| Internazionale        | Összesen       | Összesen       | 30     | 6      | 1            | 0            | 6               | 1               | —     | —     | 37       | 7        |
| Cagliari (kölcsönben) | 2019–20        | Serie A        | 26     | 6      | 3            | 0            | —               | —               | —     | —     | 29       | 6        |
| Cagliari (kölcsönben) | 2020–21        | Serie A        | 0      | 0      | 0            | 0            | —               | —               | —     | —     | 0        | 0        |
| Teljes karrier        | Teljes karrier | Teljes karrier | 403    | 51     | 22           | 2            | 45              | 4               | —     | —     | 480      | 57       |

### A válogatottban
| Nemzet   | Év       | Pályára lépések | Gólok |
| -------- | -------- | --------------- | ----- |
| Belgium  | 2009     | 1               | 0     |
| Belgium  | 2011     | 1               | 0     |
| Belgium  | 2012     | 1               | 0     |
| Belgium  | 2013     | 1               | 0     |
| Belgium  | 2014     | 4               | 2     |
| Belgium  | 2015     | 9               | 2     |
| Belgium  | 2016     | 9               | 2     |
| Belgium  | 2017     | 3               | 0     |
| Belgium  | 2018     | 1               | 0     |
| Összesen | Összesen | 30              | 6     |

### Góljai a válogatottban
Minden esetben Belgium gólja van feltüneteve először!
| # | Dátum             | Helyszín                                              | Pályára lépése | Ellenfél            | Gól | Eredmény | Verseny              |
| - | ----------------- | ----------------------------------------------------- | -------------- | ------------------- | --- | -------- | -------------------- |
| 1 | 2014. március 5.  | Baldvin király, Brüsszel, Belgium                     | 5              | Elefántcsontpart    | 2–0 | 2–2      | Barátságos mérkőzés  |
| 2 | 2014. október 13. | Bilino Polje, Zenica, Bosznia-Hercegovina             | 8              | Bosznia-Hercegovina | 1–1 | 1–1      | 2016-os eb-selejtező |
| 3 | 2015. június 7.   | Stade de France, Párizs, Franciaország                | 11             | Franciaország       | 3–0 | 4–3      | Barátságos mérkőzés  |
| 4 | 2015. október 10. | Estadi Nacional, Andorra la Vella, Andorra            | 15             | Andorra             | 1–0 | 4–1      | 2016-os eb-selejtező |
| 5 | 2016. június 22.  | Stade de Nice, Nizza, Franciaország                   | 22             | Svédország          | 1–0 | 1–0      | 2016-os Eb           |
| 6 | 2016. július 1.   | Stade Pierre-Mauroy, Villeneuve-d’Ascq, Franciaország | 24             | Wales               | 1–0 | 1–3      | 2016-os Eb           |

## Fordítás
Ez a szócikk részben vagy egészben  a   Radja Naggiolan című angol Wikipédia-szócikk ezen változatának fordításán alapul.  Az eredeti cikk szerkesztőit annak laptörténete sorolja fel. Ez a jelzés csupán a megfogalmazás eredetét és a szerzői jogokat jelzi, nem szolgál a cikkben szereplő információk forrásmegjelöléseként.